# Corrano
Corrano település Franciaországban, Corse-du-Sud megyében. Lakosainak száma 76 fő (2022. január 1.). Corrano Guitera-les-Bains, Olivese, Zévaco és Zicavo községekkel határos.

## Népesség
A település népességének változása:
| Lakosok száma | 124  | 78   | 60   | 84   | 90   | 78   | 72   | 71   | 73   | 76   |
|               | 1968 | 1982 | 1990 | 2006 | 2013 | 2015 | 2017 | 2019 | 2020 | 2022 |